# Watford Football Club
Maillots
Actualités
Le Watford Football Club est un club anglais de football fondé en 1881 et basé à Watford dans la banlieue nord-ouest de Londres. Le club a pour nom « Watford Rovers » de 1881 à 1893, puis « West Herts » de 1893 à 1898, enfin « Watford FC » depuis 1898, après avoir absorbé Watford Saint Mary's.
Le chanteur britannique Elton John est un fervent supporter du club ; il en a d'ailleurs été le président pendant vingt-cinq ans.
Le club évolue en Premier League à partir de la saison 2015-2016 jusqu'à la saison 2019-2020, à l’issue de laquelle il est relégué en EFL Championship (deuxième division anglaise). Un an plus tard à l'occasion de la saison 2021-2022, il fait son retour en Premier League mais n'y restera de nouveau qu'un seule saison.
Pour la saison 2022-2023 il évolue donc en EFL Championship (deuxième division anglaise).

## Repères historiques
Fondé en 1881, le club adopte un statut professionnel en 1897. Il remporte la Southern Football League D1 en 1915, et D2 en 1900 et 1904. Watford rejoint la Football League en 1920 (Division 3 sud puis D4 en 1960), où il  reste jusqu'en 1958. La promotion en troisième division vient en 1960, suivie par une autre promotion en 1969. Watford atteint la demi-finale de la FA Cup la saison suivante, en battant Liverpool en quart de finale avant de perdre à Chelsea. Cependant, les « Hornets » sont relégués à deux reprises au cours des six années suivantes.
À l'issue de la saison 2014-2015, Watford est promu en Premier League. Huit ans après sa dernière relégation, le club dispute sa cinquième saison à ce niveau.
À l'issue de la saison 2019-2020, Watford, qui finit 19e de Premier League avec trente-quatre points, est relégué en EFL Championship.

## Palmarès et records
- Championnat d'Angleterre
  - Vice-champion : 1983
- Championnat d'Angleterre de deuxième division
  - Vice-champion : 1982, 2015 et 2021
- Championnat d'Angleterre de troisième division
  - Champion : 1969, 1998
  - Vice-champion : 1979
- Championnat d'Angleterre de quatrième division
  - Champion : 1978
- Coupe d'Angleterre
  - Finaliste : 1984, 2019

## Joueurs et personnalités du club

### Entraîneurs
| Rang | Nom           | Période   |
| ---- | ------------- | --------- |
| 1    | John Goodall  | 1903-1910 |
| 2    | Harry Kent    | 1910-1926 |
| 3    | Fred Pagnam   | 1926-1929 |
| 4    | Neil McBain   | 1929-1937 |
| 5    | Bill Findlay  | 1937-1947 |
| 6    | Jackie Bray   | 1947-1948 |
| 7    | Eddie Hapgood | 1948-1950 |
| 8    | Ron Gray      | 1950-1951 |
| 9    | Haydn Green   | 1951-1952 |
| 10   | Len Goulden   | 1952-1955 |
| 11   | Johnny Paton  | 1955-1956 |
| 12   | Len Goulden   | 1956      |
| 13   | Neil McBain   | 1956-1959 |
| 14   | Ron Burgess   | 1959-1963 |
| 15   | Bill McGarry  | 1963-1964 |
| 16   | Ken Furphy    | 1964-1971 |
| 17   | George Kirby  | 1971-1973 |
| 18   | Mike Keen     | 1973-1977 |
| 19   | Graham Taylor | 1977-1987 |
| 20   | Dave Bassett  | 1987-1988 |

| Rang | Nom                   | Période   |
| ---- | --------------------- | --------- |
| 21   | Steve Harrison        | 1988-1990 |
| 22   | Colin Lee             | 1990      |
| 23   | Steve Perryman        | 1990-1993 |
| 24   | Glenn Roeder          | 1993-1996 |
| 25   | Graham Taylor         | 1996      |
| 26   | Kenny Jackett         | 1996-1997 |
| 27   | Graham Taylor         | 1997-2001 |
| 28   | Gianluca Vialli       | 2001-2002 |
| 29   | Ray Lewington         | 2002-2005 |
| 30   | Aidy Boothroyd        | 2005-2008 |
| 31   | Malky Mackay          | 2008      |
| 32   | Brendan Rodgers       | 2008-2009 |
| 33   | Malky Mackay          | 2009-2011 |
| 34   | Sean Dyche            | 2011-2012 |
| 35   | Gianfranco Zola       | 2012-2013 |
| 36   | Giuseppe Sannino      | 2013-2014 |
| 37   | Slaviša Jokanović     | 2014-2015 |
| 38   | Quique Sánchez Flores | 2015-2016 |
| 39   | Walter Mazzarri       | 2016-2017 |
| 40   | Marco Silva           | 2017-2018 |

| Rang | Nom                   | Période   |
| ---- | --------------------- | --------- |
| 41   | Javi Gracia           | 2018-2019 |
| 42   | Quique Sánchez Flores | 2019      |
| 43   | Nigel Pearson         | 2019-2020 |
| 44   | Vladimir Ivić         | 2020      |
| 45   | Xisco                 | 2020-2021 |
| 46   | Claudio Ranieri       | 2021-2022 |
| 47   | Roy Hodgson           | 2022      |
| 48   | Rob Edwards           | 2022      |
| 49   | Slaven Bilić          | 2022-2023 |
| 50   | Chris Wilder          | 2023      |
| 51   | Valérien Ismaël       | 2023-2024 |
| 52   | Tom Cleverley         | 2024-2025 |
| 53   | Paulo Pezzolano       | 2025-     |

### Effectif professionnel actuel
Le 9 août 2025
| N° | Nat.                                           | Poste | Nom du joueur                           |
| -- | ---------------------------------------------- | ----- | --------------------------------------- |
| 1  | Drapeau de la Norvège                          | G     | Egil Selvik                             |
| 2  | Drapeau de la république démocratique du Congo | D     | Jeremy Ngakia                           |
| 3  | Drapeau de l'Angleterre                        | D     | Max Alleyne (prêté par Manchester City) |
| 4  | Drapeau du Cameroun                            | D     | Kévin Keben                             |
| 5  | Drapeau de Chypre                              | M     | Hector Kyprianou                        |
| 6  | Drapeau de l'Angleterre                        | D     | Mattie Pollock                          |
| 7  | Drapeau de l'Angleterre                        | A     | Tom Ince                                |
| 8  | Drapeau de la Géorgie                          | M     | Giorgi Chakvetadze                      |
| 9  | Drapeau du Danemark                            | A     | Luca Kjerrumgaard (prêté par Udinese)   |
| 10 | Drapeau du Maroc                               | M     | Imran Louza                             |
| 11 | Drapeau de l'Irlande                           | A     | Rocco Vata                              |
| 12 | Drapeau de l'Angleterre                        | G     | Nathan Baxter                           |
| 14 | Drapeau de la Belgique                         | M     | Pierre Dwomoh                           |
| 16 | Drapeau de l'Angleterre                        | D     | Marc Bola                               |

| No. | Nat.                                           | Position | Nom du joueur                      |
| --- | ---------------------------------------------- | -------- | ---------------------------------- |
| 17  | Drapeau de la France                           | M        | Moussa Sissoko                     |
| 18  | Drapeau du Portugal                            | A        | Vivaldo Semedo                     |
| 20  | Drapeau du Mali                                | A        | Mamadou Doumbia                    |
| 22  | Drapeau de l'Angleterre                        | D        | James Morris                       |
| 24  | Drapeau du Nigeria                             | M        | Tom Dele-Bashiru                   |
| 25  | Drapeau de l'Irlande                           | D        | James Abankwah (prêté par Udinese) |
| 26  | Drapeau des États-Unis                         | D        | Caleb Wiley (prêté par Chelsea)    |
| 34  | Drapeau de l'Allemagne                         | A        | Kwadwo Baah                        |
| 39  | Drapeau de la république démocratique du Congo | M        | Edo Kayembe                        |
| 41  | Drapeau de l'Angleterre                        | G        | Alfie Marriott                     |
| 42  | Drapeau du Maroc                               | A        | Othmane Maamma                     |
| 43  | Drapeau de l'Angleterre                        | M        | Jack Grieves                       |
| 45  | Drapeau de l'Angleterre                        | D        | Ryan Andrews                       |
| 66  | Drapeau de l'Australie                         | A        | Nestory Irankunda                  |

### Prêtés aux autres clubs
| N° | Nat.                    | Poste | Nom du joueur                      |
| -- | ----------------------- | ----- | ---------------------------------- |
| 40 | Drapeau de l'Angleterre | G     | Myles Roberts (à Walsall)          |
| 49 | Drapeau de l'Angleterre | A     | Michael Adu-Poku (à Barrow)        |
| 56 | Drapeau de l'Angleterre | A     | James Clarridge (à Aldershot Town) |

| No. | Nat.                   | Position | Nom du joueur                         |
| --- | ---------------------- | -------- | ------------------------------------- |
|     | Drapeau de la Colombie | A        | Jorge Cabezas Hurtado (à Millonarios) |
|     | Drapeau de l'Autriche  | G        | Daniel Bachmann (à Deportivo)         |

### Joueurs emblématiques
- John Barnes
- Luther Blissett
- Tony Collins
- Tony Coton
- Lee Crooks
- Troy Deeney
- Ben Foster
- David James
- Scott Loach
- Neil Redfearn
- Paul Robinson
- Neil Shipperley
- Tommy Smith
- Ashley Young
- Gerard Lavin
- Neil McBain
- Pat Jennings
- John McClelland
- Kenny Jackett
- Adrian Mariappa
- Jay DeMerit

## Président d'honneur
Elton John, célèbre chanteur anglais a été président du club pendant vingt-cinq ans. Il a été nommé président d'honneur du club à vie.

## Structures du club

### Stade

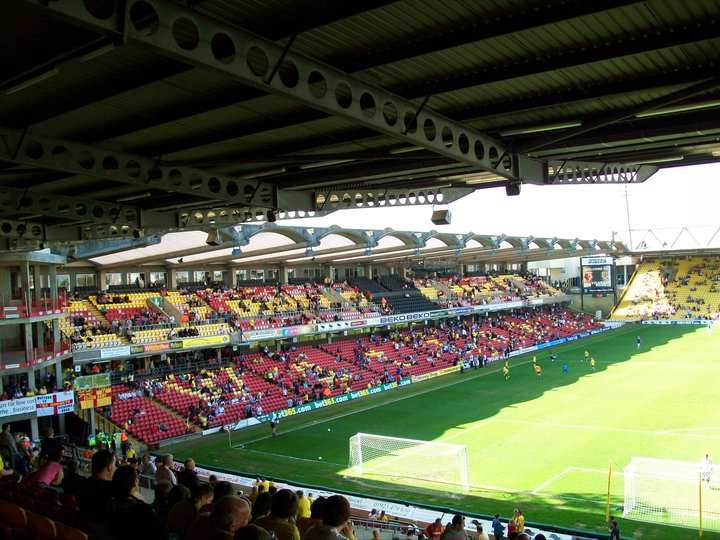
The Graham Taylor Stand, en 2012.

L'équipe joue au Vicarage Road Stadium depuis 1922.
Le stade, qui peut accueillir 21 577 spectateurs, compte quatre tribunes : The Vicarage Road Stand, The Rookery Stand, The Graham Taylor Stand et The Sir Elton John Stand.

## Soutien et image

### Supporters
Les supporters locaux se retrouvent avant chaque match à domicile au Red Lion, un pub historique faisant face à la boutique du club jouxtant Sir Elton John Stand.

### Équipementiers et sponsors
De 2017 à 2020 l'équipementier du club est Adidas. Depuis la saison 2020-2021 c'est maintenant Kelme.
Depuis 2021 le sponsor maillot est Stake.com.